# Anasale, Malavalli
Anasale là một làng thuộc tehsil Malavalli, huyện Mandya, bang Karnataka, Ấn Độ.